# Zimna Przełęcz
Zimna Przełęcz – przełęcz górska położona na wysokości 525 m n.p.m. w południowo-zachodniej Polsce, w Sudetach Zachodnich, między Górami Izerskimi a Pogórzem Izerskim.
Przełęcz położona jest około 7,2 km na północny wschód od miejscowości Szklarska Poręba w północno-wschodniej części Gór Izerskich, na końcu Grzbietu Kamienickiego, po północnej stronie od Bobrowych Skał.
Zimna Przełęcz to szerokie siodło, głęboko wcięte, o łagodnych podejściach i skrzydłach. Przełęcz oddziela Grzbiet Kamienicki Gór Izerskich od Pogórza Izerskiego i stanowi węzeł dróg. Przez przełęcz przebiega droga z Sobieszowa, przez Piechowice do Starej Kamienicy. Otoczenie przełęczy stanowi odsłonięta obszerna powierzchnia, dalsze otoczenie przełęczy zajmują łąki i pola uprawne.

## Turystyka
Przez przełęcz prowadzi szlak turystyczny:
 – niebieski szlak z Świeradowa-Zdrój przez Sępią Górę, Rozdroże Izerskie, Kozią Szyję do Rybnicy i dalej.
Przełęcz stanowi punkt widokowy na grzbiet Gór Izerskich, Pogórze Izerskie, Karkonosze i Kotlinę Jeleniogórską.